# Guy Lewis
Guy Vernon Lewis II (Arp, Texas, 19 de marzo de 1922-Houston, Texas, 26 de noviembre de 2015) fue un entrenador de baloncesto estadounidense que dirigió durante 30 años a la Universidad de Houston.
Fue incluido en el National Collegiate Basketball Hall of Fame en 2007 y en el Basketball Hall of Fame en 2013.

## Trayectoria
- Universidad de Houston (1953-1956), (Ayudante)
- Universidad de Houston (1956-1986)